# Jiří Mikesz
Jiří Mikesz (* 11. Dezember 1986 in Karviná, Tschechoslowakei) ist ein deutsch-tschechischer Eishockeyspieler, der seit August 2015 beim EV Lindau in der Bayernliga unter Vertrag steht.

## Karriere
Jiří Mikesz durchlief alle Nachwuchsmannschaften des HC Havířov und kam ab 2002 in der U18-Extraliga zum Einsatz. Bis 2004 spielte er für das U18- und U20-Team seines Heimatvereins, bevor er zwei Jahre lang in der zweiten tschechischen Juniorenliga für HC Orlova spielte. Vor der Spielzeit 2006/07 absolvierte er ein Probetraining bei den Hamburg Freezers, die ihn mit einer Förderlizenz ausstatteten. Während der Saison kam er jedoch ausschließlich in der Oberliga bei den Eisbären Juniors Berlin zum Einsatz.
Im Sommer 2007 nahm er am Trainingslager der Dresdner Eislöwen teil und überzeugte das Management der Eislöwen, so dass diese ihn unter Vertrag nahmen. Mit den Eislöwen schaffte er den Aufstieg in die 2. Bundesliga und erreichte den Gewinn der Oberligameisterschaft 2008. Im November und Dezember 2008 kam er per Förderlizenz bei den Blue Lions Leipzig zum Einsatz, bevor er im Januar 2009 zu den Eislöwen zurückkehrte. Im Sommer 2009 absolvierte er als Testspieler das Trainingslager der Blue Lions und wurde Ende August unter Vertrag genommen.
Nach einem Jahr beim Viertligisten EHC Bayreuth wurde Mikesz zur Saison 2011/12 von den Kassel Huskies aus der Oberliga verpflichtet. Im Juli 2012 konnten die nach der Insolvenz der Blue Lions gegründeten Icefighters Leipzig Mikesz wieder nach Leipzig holen. Seit August 2013 steht Mikesz beim EV Lindau in der Bayernliga unter Vertrag.

## Erfolge
- Aufstieg in die 2. Bundesliga 2008
- Oberliga-Meisterschaft 2007/08

## Statistik
(Stand: Ende der Saison 2008/09)